# Armoriale delle famiglie italiane (Bea-Bel)
Questo è l'armoriale delle famiglie italiane il cui cognome inizia con le lettere che vanno da Bea a Bel.

## Armi

### Bea
| Stemma | Casato e blasonatura |
| ------ | --- |
|        | Bealesio (Benevagienna) Inquartato d'oro e di rosso (citato in (17)) |
|        | Beamondi o Beamonte o Beaumont o Biamonti (Moncalieri) Di rosso, a tre stendardi d'oro Motto: Non est mortale quod opto (citato in (17))                                                                             |
|        | Beandido (Venezia) (la blasonatura non è stata ancora caricata) (citato in UNFE) Immagine nella Biblioteca Estense Universitaria (id. 4505).                                                                         |
|        | Beatrice (Sicilia) d'azzurro, all'aquila d'oro, tenente negli artigli un nastro d'argento (citato in Mango e in (29)) (Cenno storico in Famiglie nobili di Sicilia (archiviato dall'url originale il 5 marzo 2016).) |
|        | Beauvau de Craon (Francia, Toscana) D'argento, a quattro lioncelli di rosso, armati, lampassati e coronati d'oro, 2.2 (citato in (15))                                                                               |
|        | Beauvillier (de) Fasciato d'argento e di verde. Nel primo caricato da sei merlotti di rosso disposti 3.2.1 (citato in UNFE) Immagine nella Biblioteca Estense Universitaria (id. 4813).                              |

### Beb
| Stemma | Casato e blasonatura                                                     |
| ------ | ------------------------------------------------------------------------ |
|        | Bebulcho (la blasonatura non è stata ancora caricata) (citato in DAlena) |

### Bec
| Stemma                  | Casato e blasonatura |
| ----------------------- | --- |
|                         | Becaloe (la blasonatura non è stata ancora caricata) (citato in DAlena) |
|                         | Becattelli (Firenze) D'oro, al semivolo levato di nero, e alla fascia diminuita attraversante di rosso (citato in (15)) |
|                         | Becattini (Firenze) D'azzurro, alla torre al naturale, sormontata da una stella a sei punte d'oro, e accompagnata dalle lettere maiuscole B, C, T, ordinate in punta, d'argento (citato in (15)) |
|                         | Becattini (Firenze) D'azzurro, al castello turrito di due pezzi d'argento, sormontato da una stella a otto punte d'oro (citato in (15)) |
|                         | Beccadelli di azzurro, a tre mani d'aquila, d'oro, ordinate in fascia (citato in (4) – Vol. II pag. 14) |
|                         | Beccadelli (Bologna) (la blasonatura non è riportata) (citato in (11) – pag. 91) |
|                         | Beccadelli Grimaldi (Bologna) d'azzurro all'artiglio alato d'oro Cimiero: un elefante alato e coronato, nascente (citato in (4) – Vol. II pag. 13) |
| (disegno da correggere) | Beccadelli e Beccadelli di Bologna (Roma, Palermo) Titolo: signore di Macellaro, Pietralunga, Sparacia, Dammusi, Signora, Mortilil, Tonnare di Solanto, San Nicolò di Pontorno, Arenella, Giammascio, gabella del Biscono, Canape, Sepe, Salumi di Messina; barone della Sambuca, Cefalà, Altavilla, S. Giacomo; conte di Marineo; marchese di Marineo, Altavilla, Sambuca; duca di Adragna; principe di Camporeale spaccato: sopra, inquartato in decusse: al primo e quarto d'oro, a quattro pali di rosso (Aragona); al secondo e terzo di argento, all'aquila coronata, di nero (Svevia); sotto, di azzurro, a tre mani d'aquila, d'oro, ordinate in fascia (Beccadelli) Supporto: la croce di Malta (citato in (4) – Vol. II pag. 14, in (22) e in (29)) diviso, nel 1° inquartato in croce di S. Andrea, il capo e la punta d'oro con quattro pali di rosso, ed ai fianchi d'argento, l'aquila nera coronata, che è d'Aragona Sicilia; nel 2° d'azzurro con tré ale con zampe di oro, che è Beccadelli. Supporto la croce gerosolimitana, mantello di velluto scarlatto (citato in (29)) alias di azzurro, a tre artigli d'oro, alati di nero, ordinati in fascia, col capo dello scudo d'Aragona-Sicilia, che è: inquartato in croce di S. Andrea, in capo e in punta d'oro, a quattro pali di rosso (Aragona), ai fianchi d'argento all'aquila di nero (Svevia). Lo scudo accollato alla croce dell'Ordine di Malta. Corona e mantello di principe (citato in Mango e in (29)) (Cenno storico in Famiglie nobili di Sicilia (archiviato dall'url originale il 1º luglio 2012).) Ulteriore ragguaglio storico in Famiglie nobili di Sicilia (archiviato dall'url originale il 30 giugno 2012). Altre notizie storiche in Nobili napoletani. |
|                         | Beccafumi (Firenze) Di rosso, al leone di nero, caricato di tre gemelle in banda d'argento (citato in (15)) |
|                         | Beccafumi (Firenze) D'azzurro, alla croce di sant'Andrea d'oro (citato in (15)) (DE) In Blau 1 goldenes Schrägkreuz (citato in (21)) |
|                         | Beccafumi (Siena) D'oro, alla banda d'azzurro, caricata di tre stelle a otto punte del campo (citato in (15)) |
|                         | Beccaguti Titolo: signori di Cerrina con Montaldo e Torre di Pianceretto D'oro, al drago di nero, con il capo di rosso, carico di un'aquila di nero, cucita (citato in (17)) |
|                         | Beccanugi (Firenze) D'azzurro, seminato di speronelle d'oro, al leopardo illeonito attraversante dello stesso alias D'azzurro, seminato di stelle a otto punte d'oro, al leopardo illeonito attraversante dello stesso alias D'azzurro, al leopardo illeonito d'oro, posto sul terreno al naturale, con il capo cucito d'Angiò (citato in (15) e in DAlena) |
|                         | Beccanugi (Toscana) (DE) In Blau 1 silberner Löwe (citato in (21)) |
|                         | Beccaparole (Firenze) D'oro, a tre aquilotti d'azzurro, 2.1 (citato in (15)) |
|                         | Beccari (Radda) D'azzurro, al leone di rosso tenente con le branche anteriori una scure d'oro; il tutto accompagnato da un sole dello stesso, orizzontale a destra (citato in (15)) |
|                         | Beccari (Alba, Cuneo) D'azzurro, alla banda, accompagnata da due capri, salienti, il tutto d'oro, con il capo d'Angiò cucito Motto: Secretum meum mihi (citato in (17)) |
|                         | Beccari (Ferrara) scaglione di rosso su palato di azzurro e di oro - aquila bicipite di nero corona reale di oro su oro in capo - trangla di rosso (citato in LEOM) |
|                         | Beccaria (Pavia) Titolo: marchesi di Occimiano (1351); conti di Voghera, signori di Annone, Bassignana, Breme, Broni, Cairo, Casal Nocetto, Casei Gerola, Castellar de' Giorgi, Incisa, Lomello, Mondondone, Montù Beccaria, Predosa, Retorbido, Robbio, Robecco, Serravalle Scrivia, Terruggia, Tromello, Vigevano, Vistarino d'oro, a tredici monti di rosso 3. 4. 3. 2. 1;col capo del campo, carico d'un'aquila coronata, di nero (citato in (4) – Vol. II pag. 15) alias D'oro, a tredici colli di rosso posti 4, 5, 4, (o 3, 4, 3, 2, 1) alias D'oro, a tredici pezzi di vaio antico, di rosso, 3, 4, 3, 2, 1, sormontati da un'aquila coronata, di nero alias vaiato in punta d'oro e di rosso, al capo dell'impero alias partito: nel 1º d'oro, all'aquila di rosso; nel 2º vaiato in punta d'oro e di rosso (citato in (17)) |
|                         | Beccaria triangolato d'oro e di rosso;col capo del campo, carico d'un'aquila coronata, di nero (citato in (4) – Vol. II pag. 15) |
|                         | Beccaria (Torino) D'oro, a tredici colli di rosso, 3, 4, 3, 2, 1, sormontati da un'aquila di nero Motto: In labore quies (citato in (17)) |
|                         | Beccaria (Mondovì, Torino) Titolo: conti di Marentino D'oro, a tredici colli di rosso, 3, 4, 3, 2, 1, con il capo d'oro, cucito, carico di un'aquila di nero Motto: Sans oublier (citato in (17)) |
|                         | Beccaria (Mondovì) Titolo: consignori di Roasio D'oro, a tredici colli di rosso, 3, 4, 3, 2, 1, con il capo d'oro, cucito, carico di un'aquila di nero (citato in (17)) |
|                         | Beccaria (Mondovì) Titolo: consignori di Cervere (e Belvedere Langhe?) D'oro, a tredici colli di rosso, 3, 4, 3, 2, 1, con il capo d'oro, cucito, carico di un'aquila di nero (citato in (17)) |
|                         | Beccaria (Grognardo) Titolo: conti di Grognardo D'oro, a tredici colli di rosso (4, 5, 4) (citato in (17)) |
|                         | Beccaria (Napoletano) (la blasonatura non è stata ancora caricata) (citato in (22)) |
|                         | Beccaria Incisa Grattarola (Torino) Titoli: Conte di S. Stefano Belbo, Conte di Grognardo, Signore di Como partito di Beccaria, che è di oro a 13 monti di rosso, 3, 4, 3, 2, 1 (alias triangolato d'oro e di rosso), e di Incisa, che è d'azzurro a nove stelle d'oro: 3, 3, 2, 1; col capo di oro, carico di un'aquila di nero (citato in (4) – Vol. II pag. 15 e in (17)) |
|                         | Beccarini (Siena) Scaccato d'oro e di nero, con il capo d'oro caricato di un leone nascente di nero alias Troncato: nel 1º d'oro, al leone di nero nascente dalla partizione; nel 2º scaccato dei due smalti (citato in (15)) |
|                         | Beccarini (Bologna) Giglio (citato in DAlena) |
|                         | Beccarini Crescenzi (Siena) troncato: nel 1º d'oro al leone uscente al naturale; nel 2º scaccato di nero e di oro (citato in (4) – Vol. II pag. 16) |
|                         | Beccarini Crescenzi (Siena) troncato: nel 1º d'oro al leone uscente di nero, armato e lampassato di rosso; nel 2º scaccato di nero e di oro (partito di 6 e troncato di 4) (Immagine nella Raccolta stemmi Trippini (JPG).) |
|                         | Beccaris o Beccari o Beccheri (Asti) d'azzurro, alla banda, accompagnata da due capri (becchi) salienti, il tutto d'oro, col capo d'Angiò cucito (al capo d'azzurro, caricato di tre gigli d'oro, posti fra quattro pendenti di un rastrello di rosso) (citato in (25)) Cimiero: un capro d'oro nascente Motto: Secretum meum mihi |
|                         | Beccaro (Torino) Titolo: nobili D'oro, a tredici colli di rosso, 3, 4, 3, 2, 1, sormontati da un'aquila di nero (citato in (17)) alias 13 monticelli di rosso posti in piramide rovesciata su oro - aquila coronata di nero su oro in capo (citato in LEOM) |
|                         | Beccaro Migliorati (Torino) Titolo: marchesi, nobili Partito, di Beccaro e di Migliorati (che è di rosso, a due mazze d'armi decussate e annodate d'oro, con il capo d'azzurro, carico di tre gigli d'oro alternati da quattro pendenti di un lambello di rosso e sostenuto da una fascia squamata di nero, di tre file (citato in (17)) 13 monticelli di rosso posti in piramide rovesciata su oro - aquila coronata di nero su oro in capo - 2 mazze ferrate di oro incrociate e incatenate al basso su rosso - capo d'Angiò - fascia di argento squamata di nero (3file) (citato in LEOM) |
|                         | Beccatelli (la blasonatura non è stata ancora caricata) (citato in UNFE) Immagine nella Biblioteca Estense Universitaria (id. 4268). |
|                         | Becchi (Firenze) D'azzurro, al saracino al naturale, cavalcante un capro corrente d'argento (citato in (15)) |
|                         | Becchi (Firenze) D'azzurro, all'albero di verde nodrito su un monte di sei cime d'oro e sostenuto da due leoni controrampanti dello stesso alias Di..., all'albero sradicato di..., sostenuto da due leoni controrampanti di... alias Di..., al monte di sei cime di..., sormontato da due leoni controrampanti di... (citato in (15)) |
|                         | Becchi (Toscana) (DE) In Blau 1 schwebender goldener Sechsberg, oben besetzt mit 1 naturfarbenen Laubbaum und beidseitig begleitet von 2 einwärtsgekehrten goldenen Löwen (citato in (21)) |
|                         | Becchi o Becchi Fibbiai (Toscana) (DE) In Blau 1 schwebender goldener Sechsberg, oben besetzt mit 1 goldenen Laubbaum und beidseitig begleitet von 2 einwärtsgekehrten goldenen Löwen (citato in (21)) |
|                         | Becchi (Toscana) (DE) In Rot 1 nach links gewendete silberne Hellebarde (citato in (21)) |
|                         | Becchi (Pistoia) Partito di nero e d'argento, a un capro e un montone controsalienti dell'uno nell'altro (citato in (15)) |
|                         | Becchi Buiamonti (Firenze) Di rosso, a tre teste di falco d'oro, 2.1 (citato in (15)) |
|                         | Becchio o Beccio (Casale) Titolo: signori di Calliano, Ricaldone; consignori di Coniolo, Vignale Di rosso, al decusse scaccato d'argento e d'azzurro, di tre file alias Di rosso, al decusse scaccato d'argento e d'azzurro, di tre file, con il capo d'oro, carico di un'aquila, di nero (citato in (17)) |
|                         | Becchoni (Altino, Venezia) (la blasonatura non è stata ancora caricata) (citato in UNFE) Immagine nella Biblioteca Estense Universitaria (id. 7130). |
|                         | Becchoni (Torcello, Venezia) (la blasonatura non è stata ancora caricata) (citato in UNFE) Immagine nella Biblioteca Estense Universitaria (id. 5723). |
|                         | Becci (Cortona) D'azzurro, a due agnelli d'argento controsalienti ad un monte di sei cime d'oro, sostenente una croce del Calvario di rosso, bordata d'oro (citato in (15)) |
| (disegno da correggere) | Becci (Firenze) D'oro, al capro saliente d'azzurro (citato in (15)) |
|                         | Becciani (Firenze) D'azzurro, alla banda d'oro accompagnata da tre gigli dello stesso, 2.1 (citato in (15)) |
|                         | Beccuti (Firenze) Di rosso, al capro di nero ascendente una scala di quattro pioli posta in banda d'oro alias Di rosso, al capro di nero ascendente una scala di quattro pioli posta in palo d'oro (citato in (15)) |
|                         | Beccuti (Torino) Titolo: signori di Lucento, S. Sebastiano; consignori di Borgaro, San Maurizio Canavese, Torino Bandato d'oro e di nero (citato in (17)) |
|                         | Beccuti (Carrù) Titolo: consignori di San Sebastiano Po Sbarrato d'argento e d'azzurro alias Bandato d'argento e d'azzurro Motto: Iustus et fortis (citato in (17)) |
|                         | Beccuti (Acqui) Scaccato d'oro e di nero, di quattro file, con il capo del primo, carico di un'aquila del secondo (citato in (17)) |
|                         | Beccuti (Perugia) (mezzi leoni e sbarra traversa d'oro in campo azzurro) (citato in UNFE) Immagine nella Biblioteca Estense Universitaria (id. 7241). |
|                         | Becetti (Modena, Ferrara) (la blasonatura non è stata ancora caricata) (citato in UNFE) Immagine nella Biblioteca Estense Universitaria (id. 691 e id. 3744 e id. 1595). |
|                         | Bechelli (Montefalco) (la blasonatura non è stata ancora caricata) (citato in Degli Abbati) |
|                         | Becherelli (Toscana) (DE) In Blau 1 silberner Rautenbalken, in der Schildfußstelle begleitet von 1 silbernen Raute (citato in (21)) |
|                         | Becherelli (Toscana) (DE) Silber-rot geteilt, oben 1 goldbordierte silberne Scheibe, belegt mit 1 roten Kreuz (citato in (21)) |
|                         | Becherucci (Cortona) d'oro a sei torri al naturale poste 3, 2, 1; al capo d'azzurro caricato di un'aquila di nero, coronata d'oro (citato in (4) – Vol. II pag. 17) alias Troncato: nel 1° d'azzurro, all'aquila dal volo spiegato di nero, membrata, rostrata e coronata d'oro; nel 2° d'oro, a sei torri d'azzurro, 3.2.1 (citato in (15)) |
|                         | Bechi (Firenze) d'oro a tre teste e colli d'aquila d'azzurro, al capo di Angiò (citato in (4) – Vol. II pag. 17) D'oro, a tre teste d'aquila d'azzurro; con il capo d'Angiò (citato in (15)) |
|                         | Bechi (Firenze) D'azzurro, alla banda doppiomerlata d'oro (citato in (15)) |
|                         | Bechi (Firenze) 2 becchi (citato in DAlena) |
|                         | Bechi (Torino) Titolo: conte palatino Di rosso, al becco saliente d'argento (citato in (17)) |
|                         | Bechi del Lion Nero (Toscana) (DE) In Blau 1 goldener Gegenzinnenschrägbalken (citato in (21)) |
|                         | Bechio (Saluzzese) Di rosso, al becco saliente d'argento (citato in (17)) |
|                         | Beck Peccoz (Gressoney, Baviera) Titolo: Barone in Baviera e in Italia inquartato: al 1º e 4º di rosso alla sbarra d'argento; al 2º e 3º palato d'oro e di nero, di quattro pezzi; sul tutto di argento, al muro di rosso, mattonato di nero, aperto e semirovinato, movente dalla punta e sostenente uno stambecco, al naturale, slanciato Cimiero: pennacchio di tre penne di struzzo, una nera accostata da due rosse Svolazzi: a destra, d'oro e di nero; a sinistra: di rosso e d'argento (citato in (4) – Vol. II pag. 17 e in (17)) |
|                         | Beconi (Toscana) (DE) In Rot 1 schräggelegte abgerissene goldene Löwenpranke (citato in (21)) |
|                         | Beconi (Toscana) (DE) 1 Geweih mit Grind (citato in (21)) |
|                         | Becutti o Becuti (Napoli) d'azzurro, allo scaglione d'oro con due leoni del medesimo addossati e contranascenti dai fianchi dello scaglione (citato in GUCA – pag. 373, in (6) - pag. 122 e in DAlena) |

### Bed
| Stemma | Casato e blasonatura |
| ------ | --- |
|        | Bedini (Ostra, Senigallia) (Partito di due, troncato di uno: nel I, III e V d'azzurro al giglio d'oro; nel II e VI sbarrato di rosso e d'argento; nel IV bandato di rosso e d'argento. Alla campagna dello scudo d'argento, al monte di tre cime di verde. ) (presente nella tomba del Cardinale Gaetano Bedini) |
|        | Bedoloto (Altino, Venezia) (la blasonatura non è stata ancora caricata) (citato in UNFE) Immagine nella Biblioteca Estense Universitaria (id. 7139). |
|        | Bedolotti (Torcello, Venezia) (la blasonatura non è stata ancora caricata) (citato in UNFE) Immagine nella Biblioteca Estense Universitaria (id. 5724). |
|        | Bedotti (Mosso Santa Maria) D'oro, a due serpenti di nero, in palo, attorciliati l'uno all'altro in numerose volute, con il capo d'azzurro, sostenuto di rosso, e carico di tre stelle d'oro, ordinate in fascia (citato in (17))                                                                                |

### Bef
| Stemma | Casato e blasonatura |
| ------ | --- |
|        | Beffa (Torino ?) Troncato, di rosso, a tre gigli d'argento, e d'oro, a tre teste di moro, (al naturale?), bendate d'argento, 2, 1 Motto: Malo mori quam foedari (citato in (17)) |
|        | Beffa Negrini (Mantova, Asola) inquartato di argento e di nero: il 1º e 2º alla testa di moro, dell'uno nell'altro, le teste addossate; in una terza testa attraversante nella partizione fra il 3º e il 4º punto dell'uno nell'altro; il 3º al capo di rosso, cucito, carico di tre gigli d'oro ordinati in fascia (citato in (4) – Vol. II pag. 18) |

### Beg
| Stemma | Casato e blasonatura |
| ------ | --- |
|        | Begarelli (Modena, Ferrara) (la blasonatura non è stata ancora caricata) (citato in UNFE) Immagine nella Biblioteca Estense Universitaria (id. 677). |
|        | Begarelli (la blasonatura non è stata ancora caricata) (citato in UNFE) Immagine nella Biblioteca Estense Universitaria (id. 3730). |
|        | Begarelli (Modena) (la blasonatura non è stata ancora caricata) (citato in UNFE) Immagine nella Biblioteca Estense Universitaria (id. 1459). |
|        | Begascinovich (Dalmazia, Croazia, Bosnia) (la blasonatura non è stata ancora caricata) (citato in UNFE) Immagine nella Biblioteca Estense Universitaria (id. 2344). |
|        | Beggiamo o Beggiami o Begiami (Savigliano) Titolo: marchese di Clavesana (1715); conte di Ceresole d'Alba, S. Albano; signore di Beinette, Bibiana; consignore di Cavallerleone, Cervere, Luserna, Vignolo, Villanova Di rosso, a tre bande d'oro doppiomerlate (fatte a scarazzone rosse in campo giallo) (citato in (17) e in (25)) (Immagine nella Raccolta stemmi Trippini (JPG).) alias D'oro, a tre bande di rosso doppiomerlate (citato in (17)) Cimiero: uomo vestito di rosso, colla croce, d'argento patente, sul petto; tenente colle due mani una clessidra, colla quale si copre il viso Motto: E urte, e urte |
|        | Beghu o Guerri (Modena, Ferrara) (la blasonatura non è stata ancora caricata) (citato in UNFE) Immagine nella Biblioteca Estense Universitaria (id. 633). |
|        | Beghu o Guerri (Modena) (la blasonatura non è stata ancora caricata) (citato in UNFE) Immagine nella Biblioteca Estense Universitaria (id. 1565). |
|        | Begna (Zara) Titoli: Nobile, Conte col predicato di Castello di Bencovich d'oro, alla pantera al naturale, macchiettata di nero, linguata di rosso, rampante (citato in (4) – Vol. II pag. 18) |
|        | Begni (Pennabilli) di azzurro alla divisa o riga d'oro accompagnata in capo da un sole raggiante d'oro con sotto un nastro vermiglio cucito, caricato del motto utroque lucet; e in punta da una fiamma di rosso (citato in (4) – Vol. II pag. 18) |
|        | Begnis (Val Brembana) Di rosso, al centauro d'argento, tenente colla destra una tromba in atto di suonare, e colla sinistra una clava dello stesso, passante sopra una campagna di verde (citato in Stemmi della Val Brembana (archiviato dall'url originale il 6 gennaio 2013).) |
|        | Begolotti (Pistoia) Interzato in fascia di rosso, d'azzurro e d'oro, il secondo caricato di un uccello (oca) passante d'argento, imbeccata d'oro e membrata di rosso (citato in (15)) |
|        | Begu o Guerri (Modena, Ferrara) (la blasonatura non è stata ancora caricata) (citato in UNFE) Immagine nella Biblioteca Estense Universitaria (id. 891 e id. 3709). |

### Bei
| Stemma | Casato e blasonatura |
| ------ | --- |
|        | Beia Di rosso, al leone d'oro, con il capo d'argento, carico di una fede di carnagione, attraversante su un [...], di verde (?) (citato in (17)) |

### Bela
| Stemma | Casato e blasonatura |
| ------ | --- |
|        | Belacqua (Firenze) D'azzurro, a tre scaglioni rovesciati d'argento, accompagnati in capo da una stella a otto punte dello stesso alias D'azzurro, a tre scaglioni rovesciati, due d'oro e quello centrale di rosso, accompagnati in capo da una stella a otto punte d'oro alias Scaglionato rovesciato di rosso e d'oro, alla stella a otto punte del secondo posta nel capo (citato in (15)) |
|        | Belandi (Firenze) Di..., al castello di..., sostenente un grifone passante di... (citato in (15)) |
|        | Belardeschi (Siena) D'azzurro, a tre bande d'oro (citato in (15)) |

### Belc
| Stemma | Casato e blasonatura |
| ------ | --- |
|        | Belcari (Firenze) Di..., a tre falcetti in palo di..., 2.1 (citato in (15)) |
|        | Belcari (Firenze, Prato) D'oro, al toro furioso di rosso, tenente in sbarra una lancia (o bastone gigliato) dello stesso (citato in (15)) (DE) In Gold 1 roter Stier mit unterschlagenem Schwanz, 1 silbernen Lilienstab haltend (citato in (21)) |
|        | Belcari (Firenze, Prato) D'azzurro, al monte di sei cime, cimato da una testa di leopardo sormontata da una stella a otto punte, il tutto d'oro alias D'azzurro, al monte di sei cime d'oro, sormontato da tre teste di leopardo dello stesso, 1.2 (citato in (15)) |
|        | Belcredi (Pietra de' Giorgi (Pavia)) di rosso alla fascia d'oro, carica di un leone illeopardito ed accompagnato in capo da altro leone simile, il tutto dell'uno nell'altro; col capo d'oro, carico di un'aquila di nero coronata del campo Cimiero: leone coronato d'oro, nascente Motto: Et a domino factum istud (citato in (4) – Vol. II pag. 19)                                                                                            |
|        | Belcredi (Milano) Leone leopardito (citato in DAlena) |
|        | Belcredi (Pavia) Titolo: signori di Brignano Curone, (Robbio con) Casalino e Pisnengo Troncato di rosso e d'argento, l'uno e l'altro al leone illeopardito dell'uno nell'altro, con il capo d'oro, carico di un'aquila di nero, linguata di rosso alias Troncato d'argento e di rosso, l'uno e l'altro al leone illeopardito dell'uno nell'altro, con il capo d'oro, carico di un'aquila di nero Motto: Et a Domino factum istud (citato in (17)) |
|        | Belcredi Titolo: marchesi di Montaldo e di Volpara Interzato in fascia, al 1° di rosso, al 2° d'oro, l'uno e l'altro al leone illeopardito dell'uno nell'altro, al 3° di rosso; con il capo d'oro, carico di un'aquila coronata, di nero Motto: Et a Domino factum istud (citato in (17)) |

### Bele
| Stemma | Casato e blasonatura |
| ------ | --- |
|        | Belegni (Venezia) (citato in UNFE) Immagine nella Biblioteca Estense Universitaria (id. 6930), su bibliotecaestense.beniculturali.it. URL consultato il 10 dicembre 2020 (archiviato dall'url originale il 5 marzo 2016). |
|        | Belegno di rosso, a sei cotisse d'argento (citato in (6) – pag. 122) |
|        | Belentani (la blasonatura non è stata ancora caricata) (citato in UNFE) Immagine nella Biblioteca Estense Universitaria (id. 3613).                                                                                       |
|        | Belenzini (Modena) (d'azzurro, alla fascia d'argento) (citato in UNFE) Immagine nella Biblioteca Estense Universitaria (id. 3615).                                                                                        |
|        | Beletti (Modena, Ferrara) (la blasonatura non è stata ancora caricata) (citato in UNFE) Immagine nella Biblioteca Estense Universitaria (id. 676).                                                                        |
|        | Beletti (Modena) (la blasonatura non è stata ancora caricata) (citato in UNFE) Immagine nella Biblioteca Estense Universitaria (id. 1458).                                                                                |

### Belf
| Stemma | Casato e blasonatura |
| ------ | --- |
|        | Belfiore (Messina) d'azzurro, al giglio di giardino allargato e bottonato d'oro (citato in DAlena e in Mango) |
|        | Belforti (Volterra) D'oro, a tre scaglioni di nero (citato in (15)) |
|        | Belforti o Belforti da Petrognano (Volterra) Di..., alla banda ondata di.... (citato in (15)) alias D'argento, all'obelisco di rosso, accostato da due rose dello stesso (citato in (15)) (DE) In Silber 1 rotes pyramidenförmiges Bauwerk (Erker?), oben beidseitg begleitet von je 1 roten Rose (citato in (21)) |
|        | Belfredelli (Firenze, Siena) Fasciato di sei pezzi di rosso e d'argento (citato in (15)) (DE) 5mal rot-silber geteilt (citato in (21)) |
|        | Belfredelli o Belfradelli o Befratelli (Toscana) Fasciato di dieci pezzi di rosso e d'argento (DE) 9mal rot-silber geteilt (citato in (21)) |

### Belg
| Stemma | Casato e blasonatura |
| ------ | --- |
|        | Belgioioso (Milano) Titolo: conti (la blasonatura non è stata ancora caricata) (citato in UNFE) Immagine nella Biblioteca Estense Universitaria (id. 2852). |
|        | Belgrado (Udine) fascia di azzurro su argento - 3 teste di gallo di rosso su argento poste 2,1 (citato in LEOM) |
|        | Belgrado (Udine) 3 sbarre di argento su azzurro - stella (6 raggi) di oro in alto a sinistra su azzurro (citato in LEOM) |
|        | Belgrano (Torino, Milano) Titolo: Conte troncato a scaglione: il 1º d'azzurro, il 2º d'argento; lo scaglione d'oro, cimato da una colomba d'argento, sormontata da 3gigli, pure d'oro, ordinati in fascia, accompagnato in punta da tre spighe di grano, di oro, moventi dal lembo inferiore dello scudo (citato in (4) – Vol. II pag. 19) Troncato a scaglione d'azzurro e d'argento, allo scaglione d'oro, cimato da una colomba d'argento, sormontata da tre gigli d'oro, ordinati in fascia, accompagnato in punta da tre spighe di grano, d'oro, cucite, muoventi dalla punta dello scudo (citato in (17)) |
|        | Belgrano (Torino) Titolo: Conte di Famolasco troncato: di azzurro a tre gigli d'oro, male ordinati; e d'argento alla pianticella di frumento, di verde con tre spighe d'oro (citato in (4) – Vol. II pag. 20 e in (17)) |

### Beli
| Stemma | Casato e blasonatura |
| ------ | --- |
|        | Beliardi (Mondolfo) di azzurro al pino terrazzato di verde e accostato da due cavalli (uno per parte) rampanti d'argento, e accompagnati in capo da 3 gigli d'oro (citato in (4) – Vol. II pag. 20)                                                          |
|        | Beliardi (Modena, Ferrara) (d'azzurro, a un monte ristretto di sei cime all'italiana d'argento) (citato in UNFE) Immagine nella Biblioteca Estense Universitaria (id. 606 e id. 3664 e id. 1316).                                                            |
|        | Beligni (Venezia) (d'azzurro, a tre bande d'argento) (citato in UNFE) Immagine nella Biblioteca Estense Universitaria (id. 3170), su bibliotecaestense.beniculturali.it. URL consultato il 10 dicembre 2020 (archiviato dall'url originale il 5 marzo 2016). |
|        | Belincini (Modena) (d'azzurro, alla fascia d'argento) (citato in UNFE) Immagine nella Biblioteca Estense Universitaria (id. 1279). |
|        | Belini (Romagna, Venezia) (la blasonatura non è stata ancora caricata) (citato in UNFE) Immagine nella Biblioteca Estense Universitaria (id. 7208). |
|        | Belintani (Modena, Ferrara) (la blasonatura non è stata ancora caricata) (citato in UNFE) Immagine nella Biblioteca Estense Universitaria (id. 646). |
|        | Belintani (Modena) (la blasonatura non è stata ancora caricata) (citato in UNFE) Immagine nella Biblioteca Estense Universitaria (id. 1576). |
|        | Belinzaghi (Milano) troncato: al 1º di rosso al festone di foglie di alloro, legato in alto, il tutto d'oro e sormontato da una stella raggiante d'argento; al 2º d'azzurro al leone d'oro Motto: Per cortesia più splendo (citato in (4) – Vol. II pag. 21) |
|        | Belinzaghi Locatelli Cambiaghi (Milano) festone di alloro di oro su rosso - 3 stelle (5 raggi) di argento raggianti su rosso poste 1,2 - leone rampante di oro su azzurro (citato in LEOM)                                                                   |
|        | Belinzini (Modena, Ferrara) (d'azzurro, alla fascia d'argento) (citato in UNFE) Immagine nella Biblioteca Estense Universitaria (id. 603). |
|        | Beliselli (Cremona) spaccato; nel primo d'oro a due merli di nero; nel secondo di rosso ad un merlo d'oro; con la fascia spaccata di rosso e d'oro (citato in BLCR) Immagine in Blasonario Cremonese (archiviato dall'url originale il 7 aprile 2014).       |

### Bell
| Stemma | Casato e blasonatura |
| ------ | --- |
|        | Bell (Ferentino) fascia di rosso su azzurro - sinistra vestita di rosso uscente da destra afferrante 3 spighe di oro su azzurro - 3 losanghe di argento poste in fascia in basso su azzurro (citato in LEOM) |
|        | Bella o Bella Fabar (Biella) Titolo: baroni Partito, al 1° d'oro, alla banda d'azzurro sostenente una donnola, al naturale, passante (Bella), al 2° d'azzurro, a tre piante di fava, di verde, fruttate d'argento, nutrite su tre monti d'oro, accompagnate in capo da due stelle d'oro (Fabar) Motto: Bellat ingenium (citato in (17)) |
|        | Bella (Sicilia) d'azzurro con tré bande d'oro, abbassate sotto d'una fascia d'argento accompagnata nel capo da tre stelle del medesimo, ed in punta da tre bande d'oro accorciate (citato in (29)) (Cenno storico in Famiglie nobili di Sicilia (archiviato dall'url originale il 1º luglio 2012).) |
|        | Bellacati (Padova) scudo di argento pieno - capo di argento caricato da una porta di rosso inquadrata da 2 colonne di azzurro e accostata da - 2 leoni controrampanti di oro (citato in LEOM) |
|        | Bellacci o Del Bellaccio (Firenze) Di verde, alla banda d'argento caricata di tre rose di rosso (citato in (15)) (DE) In Grün 1 silberner Schrägbalken, belegt mit 3 roten Rosen (citato in (21)) alias D'azzurro, alla banda d'argento caricata di tre rose di rosso (citato in (15)) (DE) In Blau 1 silberner Schrägbalken, belegt mit 3 roten Rosen (citato in (21)) |
|        | Bellacci (Toscana) (DE) In Blau 1 silberner Balken, begleitet oben von 1, unten von 2 roten Rosen (citato in (21)) |
|        | Bellaccini (Firenze) Di..., alla ruota di..., accompagnata in punta da un compasso aperto di... (citato in (15)) |
|        | Bellacera (Palermo, Sicilia) Titolo: barone di Regalmigeri; signore di Ragalmigeri, Santa Ninfa, Bissana del Bosco, Culia, Piano della Zucca, Famadonia, Clevisa d'azzurro, alla fascia d'argento, sostenente una testa di leone d'oro, lampassata di rosso (citato in Mango) (la blasonatura non è stata ancora caricata) (citato in UNFE) Immagine nella Biblioteca Estense Universitaria (id. 4946). alias d'azzurro con una fascia d'argento ed una testa di leone d'oro sporgente al capo cucito di rosso caricato da una croce d'argento (citato in (29)) (Cenno storico in Famiglie nobili di Sicilia (archiviato dall'url originale il 1º luglio 2012).) |
|        | Bellacosa (Giovinazzo) Partito: nel 1 d'azzurro, ad una pianta, fiorita di tre fiori di rosso, d'oro, sorgente da un monte di tre cime di verde, e sormontata nel capo da un sole raggiante e da un crescente, d'oro; nel 2 di..., a due fascie di rosso, accompagnate nel capo da due stelle d'oro e in punta da un'altra stella pure d'oro. (citato in NOYA) |
|        | Bellagarde (Francia) (la blasonatura non è stata ancora caricata) (citato in UNFE) Immagine nella Biblioteca Estense Universitaria (id. 2843). |
|        | Bellagi (Firenze) D'azzurro, a tre spade basse poste in banda l'una accanto all'altra (citato in (15)) |
|        | Bellagi (Toscana) (DE) In Blau 3 schräggelegte gestürzte goldene Schwerter schräglinksbalkenweise (citato in (21)) |
|        | Bellagius (Firenze) (la blasonatura non è stata ancora caricata) (citato in UNFE) Immagine nella Biblioteca Estense Universitaria (id. 7408). |
|        | Bellaius (Francia) (la blasonatura non è stata ancora caricata) (citato in UNFE) Immagine nella Biblioteca Estense Universitaria (id. 5340). |
|        | Bellamauro (Sicilia) Grifone (citato in DAlena) |
|        | Bellandi (Firenze) D'oro, al leone di rosso (citato in (15)) (DE) In Gold 1 roter Löwe (citato in (21)) alias D'azzurro, al leone d'oro, armato e lampassato di rosso (citato in (15)) |
|        | Bellandi (Toscana) (DE) In Silber 1 roter Löwe (citato in (21)) |
|        | Bellandi (Toscana) (DE) In Blau 1 roter Löwe, mit drei Pranken 1 silbernen Lilienstab haltend (citato in (21)) |
|        | Bellandi (Toscana) (DE) In Gold 1 silberner Löwe (citato in (21)) |
|        | Bellandi o Di Bellando (Toscana) (DE) In Gold 1 roter Stier mit unterschlagenem Schwanz (citato in (21)) |
|        | Bellanti (Siena) Di rosso, alla fascia d'oro e al leone d'argento nascente dalla fascia, accollato da un lambello a quattro pendenti d'azzurro alias Di rosso, alla fascia d'oro e al leone d'argento nascente dalla fascia, accollato da un lambello a cinque pendenti d'azzurro (citato in (15)) |
|        | Bellanti (Firenze) fascia di oro su rosso - leone rampante di argento nascente dalla fascia caricato da un lambello (5 gocce) di azzurro - rosso pieno (citato in LEOM) |
|        | Bellanti (Sicilia) d'azzurro al sole d'oro. Corona di marchese (citato in Mango) |
|        | Bellarmati (Siena) D'argento, al crescente montante di rosso (citato in (15)) |
|        | Bellarmini (Montepulciano) di rosso, a 6 pine (riversate) d'oro, 3, 2, 1 (citato in GUCA – pag. 424, in (6) - pag. 148 e in DAlena) Di rosso, a sei pine cadenti d'oro, 3.2.1 (citato in (15)) (DE) In Rot 6 goldene Pinienzapfen, 3:2:1 gestellt (citato in (21)) alias Di rosso, a sei pine cadenti d'oro, 3.2.1, accompagnate da tre gigli di..., ordinati in capo (citato in (15)) |
|        | Bellarmini (Toscana) (la blasonatura non è stata ancora caricata) (citato in UNFE) Immagine nella Biblioteca Estense Universitaria (id. 3411). |
|        | Bellarmini (Cesena) (la blasonatura non è stata ancora caricata) (citato in BLCW) Immagine in Blasone Cesenate. |
|        | Bellaroto o Ballaroto (Partinico, Palermo) Titolo: barone di Castelluzzo, barone di Campoallegro; marchese d'azzurro, al sole d'oro (citato in (4) – Vol. II pag. 21, in (18) e in (29)) (Cenno storico in Famiglie nobili di Sicilia (archiviato dall'url originale il 30 giugno 2012).) |
|        | Bellasti (Pistoia) D'oro, alla banda di vaio (citato in (15)) |
|        | Bellasti (Pistoia) Di nero, a tre gigli d'oro ordinati fra i quattro pendenti di un lambello di rosso (citato in (15)) |
|        | Bellati (Feltre, Massa) di rosso, all'elefante d'argento fermo sulla pianura al naturale, sostenente una torre merlata, aperta e finestrata del secondo (citato in GUCA – pag. 237 e in DAlena) |
|        | Bellati (Feltre) Titoli: Nobile, Conte troncato: al 1º d'azzurro alla stella (8) di rosso, cucita; al 2º sbarrato e cucito di rosso e d'azzurro, colla fascia di rosso sulla partizione e cucita (citato in (4) – Vol. II pag. 21) |
|        | Bellavitis (Padova, Bassano) Titoli: Nobile, Conte d'azzurro alla vite nodrita nella pianura erbosa accollata ad un palo, diramata a pergolato, fruttata di due pezzi, il tutto al naturale; la viste accostata da due leoni d'oro affrontati, colla campagna d'argento, carica di tre bande di rosso Cimiero: un semivolo d'argento (citato in (4) – Vol. II pag. 22) |
|        | Bellavitis (Milano, Udine, Venezia, Sacile, Padova) Titoli: Nobile, Conte troncato: al 1º d'argento ai due tralci di vite al naturale decussati e ridecussati e nodriti nella partizione, accompagnati da due leoni affrontati di rosso; al 2º bandato d'argento e d'azzurro (citato in (4) – Vol. II pag. 22) |
|        | Bellegarde (Torino, Senigallia) Titolo: Conte d'azzurro alla campana d'argento, legata di rosso (citato in (4) – Vol. II pag. 23) |
|        | Bellegni o Selvi (Venezia) (di rosso, a tre gemelle in banda d'argento) (citato in UNFE) Immagine nella Biblioteca Estense Universitaria (id. 7141), su bibliotecaestense.beniculturali.it. URL consultato il 10 dicembre 2020 (archiviato dall'url originale il 5 marzo 2016). |
|        | Bellegni o Selvi (Bergamo, Venezia) (di rosso a sei filetti in banda d'oro) (citato in UNFE) Immagine nella Biblioteca Estense Universitaria (id. 5725), su bibliotecaestense.beniculturali.it. URL consultato il 10 dicembre 2020 (archiviato dall'url originale il 5 marzo 2016). |
|        | Bellelli (Napoli) d'argento alla sirena bicauda, che regge le code con le mani, con tre stelle d'oro in fascia nel capo; col capo scaccato rosso e argento; in punta la campagna d'azzurro, alla piantina fogliata di tre pezzi d'argento, addestrata da tre stelle d'oro poste in fascia e sinistrata da un falco d'argento (citato in (22)) Notizie storiche in Nobili napoletani. |
|        | Bellelli (Napoli, Capaccio) fascia di argento su azzurro - sirena di profilo di oro su azzurro sormontata da - 3 stelle (5 raggi) di oro poste in fascia su azzurro - pianta di argento uscente dalla punta sormontata da falco dello stesso 3 stelle (5 raggi) di oro poste in fascia in alto a sinistra su azzurro - capo scaccato di rosso e di argento (citato in LEOM) |
|        | Bellemo (Chioggia) (la blasonatura non è stata ancora caricata) (citato in Araldica gentilizia (archiviato dall'url originale il 19 marzo 2005).) |
|        | Bellentani (Modena) trinciato: nel 1º d'oro all'aquila bicipite di nero, coronata del campo su ambe le teste e sormontata dalla tiara di rosso colle corone d'oro; nel 2º d'azzurro, alla donnola al naturale, afferrante e divorante un ramarro di verde Cimiero: un drago al naturale (citato in (4) – Vol. II pag. 24) (la blasonatura non è stata ancora caricata) (citato in UNFE) Immagine nella Biblioteca Estense Universitaria (id. 19). Motto: Saepe jovis telo quecus adusta viret |
|        | Bellerio (Milano) berretto di nero orlato di ermellino su rosso - 3 stelle (5 raggi) di argento poste 2,1 su verde - pianta di alloro sradicato di verde su azzurro (citato in LEOM) |
|        | Belleselli (Capodistria, Venezia) (inquartato di rosso e di verde, alla croce d'oro (?) attraversante) (citato in UNFE) Immagine nella Biblioteca Estense Universitaria (id. 5728). |
|        | Bellesy (Aosta) D'azzurro, al leone d'oro, linguato di rosso, con il capo di verde, cucito, carico di una stella d'oro Motto: Vigilando (citato in (17)) |
|        | Belletrutti (Mondovì, Pinerolo) Titolo: conti di S. Biagio D'argento alla banda d'azzurro, carica di tre stelle d'oro, accompagnata da due mezzi voli di nero (citato in (17)) |
|        | Belletti (Pollone) Titolo: consignori di Oldenico D'azzurro, a uno specchio d'argento, quadrangolare, incorniciato d'oro, sostenuto per un occhiello da un nastro, di rosso, con il capo d'argento, carico di un'aquila, di nero Motto: Venit bonum de super Dominum (citato in (17)) |
|        | Belletti (Cesena) (la blasonatura non è stata ancora caricata) (citato in BLCW) Immagine in Blasone Cesenate. |
|        | Bellezia (Lanzo) Troncato d'azzurro e di rosso, il 1° a tre stelle d'oro, ordinate in fascia, il 2° alla mezzaluna d'argento, crescente Motto: Lucidiora petit (citato in (17)) |
|        | Bellhuomini o Belloni o Baroni (Romagna, Romania, Venezia) (la blasonatura non è stata ancora caricata) (citato in UNFE) Immagine nella Biblioteca Estense Universitaria (id. 5726). |
|        | Belli (Capodistria) d'azzurro, alla lettera B d'argento nel capo dello scudo (citato in GUCA – pag. 337 e in DAlena) |
|        | Belli (Trieste) lettera B maiuscola di oro su azzurro (citato in LEOM) |
|        | Belli (Forlì, Rimini) interzato in fascia: nel primo di rosso alla stella d'oro; nel secondo di rosso al crescente d'argento; nel terzo d'azzurro al giglio d'oro (citato in GUCA – pag. 321, in (4) - Vol. II pag. 24) e in DAlena |
|        | Belli (Torino) Titoli: Conte, Signore di Carpenea inquartato: al 1º e 4º d'azzurro a sette bardi d'oro, 4, 3; i superiori addossati a due a due, negli inferiori l'ultimo rivoltato; al 2º e 3º d'azzurro alla banda di verde ondata, orlata d'oro, accompagnata in capo da una rosa di rosso, accostata da due stelle d'oro ed in punta da una mezzaluna d'argento, crescente Cimiero: una tigre nascente Motto: Virtù sola fa l'uomo (citato in (4) – Vol. II pag. 25) |
|        | Belli (Bergamo) partito: al 1º d'azzurro alla quercia al naturale nodrita sulla pianura verdeggiante, declinante in banda, movente dalla punta dello scudo, e sormontata da tre stelle d'oro, ordinate in fascia; al 2º d'argento, al leone al naturale, coronato d'oro (citato in (4) – Vol. II pag. 25) alias albero di quercia al naturale su erta di verde su azzurro - 3 stelle (5 raggi) di oro poste in fascia in alto su azzurro - leone rampante coronato di oro su argento (citato in LEOM) |
|        | Belli (Bergamo) 3 stelle (5 raggi) di oro su fascia di azzurro su argento - bue passante di rosso in punta su argento (citato in LEOM) |
|        | Belli (Roma) d'azzuro all'albero di verde con una serpe intorno al tronco, addestrato da una colomba d'argento rivolta ai piedi dell'albero, il tutto accompagnato in capo da 3 stelle d'oro (citato in (4) – Vol. II pag. 25) |
|        | Belli (Viterbo, Roma) d'azzurro alla fascia, di rosso caricata di 3 gigli d'oro, accompagnata in capo da una cometa di oro ondeggiante in palo accostata da 2 stelle dello stesso ed in punta da una testa di Medusa sostenuta da un crescente d'argento (citato in (4) – Vol. II pag. 25) |
|        | Belli o Predovich o Predovik (Girgenti) Titolo: marchese di oro, al braccio destro armato al naturale, impugnante una croce alta con l'asta d'oro e l'armatura d'argento (citato in (4) – Vol. II pag. 26, in Mango e in (29)) alias d'oro, al braccio destro armato al naturale, impugnante una croce alta di nero (citato in Mango e in (29)) d'oro con un braccio armato, impugnante una croce di nero (citato in (29)) (Cenno storico in Famiglie nobili di Sicilia (archiviato dall'url originale il 1º luglio 2012).) Ulteriore ragguaglio storico in Famiglie nobili di Sicilia (archiviato dall'url originale il 30 giugno 2012). |
|        | Belli (Pistoia) D'oro, alla testa umana di carnagione, chiomata al naturale e attortigliata di verde alias D'oro, alla testa di moro di nero, attortigliata di verde (citato in (15)) |
|        | Belli (Alba) Titolo: conti di Barbaresco, Bonvicino; consignori di Borzone, Carpenea, Grinzane, Luserna D'argento, alla fascia d'azzurro, carica di tre stelle d'oro, accompagnata in punta da un bue di rosso (citato in (17)) |
|        | Belli o De Belli (Torino, Racconigi) Titolo: consignori di Carpenea, Drosio, Luserna, Reano D'azzurro, a sette barbi d'oro, 4, 3 (i superiori addossati a due a due, negli inferiori l'ultimo rivoltato) alias Inquartato, al 1º e 4º d'azzurro a sette barbi d'oro, 4, 3, i superiori addossati a due a due, negli inferiori l'ultimo rivoltato; al 2º e 3º d'azzurro alla banda di verde, ondata, orlata d'oro, accompagnata in capo da una rosa di rosso accostata da due stelle d'oro e in punta da una mezzaluna crescente d'argento alias D'azzurro, a tre barbi d'argento, posti in fascia, uno sull'altro Motto: Virtù sola fa l'uomo - Ad ardua opus (citato in (17)) |
|        | Belli (Bergamo) Titolo: conti Partito, al 1° d'azzurro, alla quercia al naturale, nutrita sul terreno di verde declinante in banda, movente dalla punta dello scudo e sormontata da tre stelle d'oro, ordinate in fascia, al 2° d'argento, al leone al naturale, coronato d'oro Motto: Ne lacessas (citato in (17)) |
|        | Belli (Sospello) D'argento, alla fascia d'azzurro, carica di tre stelle d'oro, accompagnata in punta da un bue di rosso (citato in (17)) |
|        | Belli (Toscana) (DE) Unter 1 goldenen Schildhaupt, darin 2 gekreuzte silberne Federn, in Gold 3 blaue Schrägbalken (citato in (21)) |
|        | Belli (Toscana) (DE) Geteilt: Oben in Blau 2 gekreuzte silberne Zweige? mit goldenen Dornen, unten in Rot 3 goldene Schräglinksbalken (citato in (21)) |
|        | Belli (Cesena) (la blasonatura non è stata ancora caricata) (citato in BLCW) Immagine in Blasone Cesenate. |
|        | Belli o Ballini (Dalmazia, Venezia) (la blasonatura non è stata ancora caricata) (citato in UNFE) Immagine nella Biblioteca Estense Universitaria (id. 5727). |
|        | Belli (Dalmazia, Venezia) (la blasonatura non è stata ancora caricata) (citato in UNFE) Immagine nella Biblioteca Estense Universitaria (id. 7129). |
|        | Bellibuoni (Pistoia) Fasciato di sei pezzi d'oro e di rosso, partito controbandato dei due smalti alias Partito: nel 1º fasciato di sei pezzi d'oro e di rosso; nel 2º bandato di rosso e d'oro (citato in (15)) |
|        | Bellieri (Firenze) Di rosso, all'albero sradicato al naturale, attraversato al tronco dalla banda diminuita d'azzurro, caricata di tre stelle a otto punte d'oro; con il capo d'argento, caricato di due fasce di nero (citato in (15)) |
|        | Bellincioni di rosso, allo scudetto d'argento, caricato di un leone di rosso, nell'abisso (citato in (6) – pag. 158) (DE) In Rot 1 ovaler silberner Schild, belegt mit 1 roten Löwen (citato in (21)) |
|        | Bellincioni (Cesena) (la blasonatura non è stata ancora caricata) (citato in BLCW) Immagine in Blasone Cesenate. |
|        | Bellincioni (Firenze, Pistoia) Partito: nel 1º di rosso, al capro saliente d'argento; nel 2º losangato d'oro e d'azzurro (citato in (15)) alias Partito: nel 1º di rosso, al capro saliente d'argento; nel 2º losangato d'azzurro e d'oro (citato in (15)) alias Partito: nel 1º di rosso, al capro saliente rivolto d'argento; nel 2º losangato d'oro e d'azzurro (citato in (15)) (DE) Gespalten: Rechts in Rot 1 linksgewendeter silberner Steinbock, links gold-blau gerautet (citato in (21)) alias Partito: nel 1º di rosso, al capro saliente rivolto d'argento; nel 2º losangato d'azzurro e d'oro (citato in (15)) alias Partito: nel 1º losangato d'oro e d'azzurro; nel 2º di rosso, al capro saliente d'argento (citato in (15)) alias Partito: nel 1º losangato d'azzurro e d'oro; nel 2º di rosso, al capro saliente d'argento (citato in (15)) alias Partito: nel 1º losangato d'oro e d'azzurro; nel 2º di rosso, al capro saliente rivolto d'argento (citato in (15)) alias Partito: nel 1º losangato d'azzurro e d'oro; nel 2º di rosso, al capro saliente rivolto d'argento (citato in (15)) |
|        | Bellingamba (Cesena) (la blasonatura non è stata ancora caricata) (citato in BLCW) Immagine in Blasone Cesenate. |
|        | Bellingeri di rosso e tre leoni leoparditi di oro coronati dello stesso, l'uno sull'altro Cimieri: un leone nascente d'oro, coronato dello stesso, tenente con la destra una spada posta in sbarra e con la sinistra un liustello d'argento col Motto: Virtute duce comite fortuna (citato in (4) – Vol. III pag. 466) |
|        | Bellingeri (Acqui) Titolo: consignori di Antignano, Mugarone, Rivarone, Vaglierano Di rosso a tre leopardi d'oro, uno sull'altro alias Di rosso a tre leopardi d'oro, collarinati di una corona all'antica, d'azzurro, uno sull'altro Motto: Fortitudo cunctis invicta (citato in DAlena e in (17)) |
|        | Bellingeri da Montemagno (Monferrato) Titolo: signori di Colcavagno D'argento, a tre leopardi d'azzurro, uno sull'altro (citato in (17)) |
|        | Bellini (Ravenna, Comacchio) d'azzurro, alla croce di S.Andrea d'oro, accantonata da quattro gigli dello stesso (citato in CROL – pag. 13, in GUCA - pag. 5, in (4) - Vol. II pag. 26 e in (6) - pag. 95) D'azzurro alla croce di S. Andrea d'oro accantonata da 4 gigli del medesimo (citato in DAlena) |
|        | Bellini (Cesena) (la blasonatura non è stata ancora caricata) (citato in BLCW) Immagine in Blasone Cesenate. |
|        | Bellini (Verona) d'azzurro all'avambraccio sinistro posto in palo, impugnante una mezzaluna montante d'argento, accompagnato da due gigli d'oro ai lati e da una stella di cinque raggi di argento nel capo (citato in (4) – Vol. II pag. 26) |
|        | Bellini di azzurro alla fascia di rosso cucita accompagnata in capo da una stella di 6 raggi d'oro ed in punta da un cane bianco lambente acqua di un fiumicello scorrente in mezzo al prato erboso, il tutto al naturale (citato in (4) – Vol. II pag. 185) |
|        | Bellini (Novara) Titolo: marchesi di Soncino (1739); conti di Vergano, Pagliate; signori di Gargarengo; consignori di Vintebbio e Bornate Di rosso, alla zampa di leone recisa, d'oro Motto: Vim vi (citato in (17) e in L. Tettoni, F. Saladini, Teatro araldico, vol. 7, Milano, Claudio Wilmant, 1847.) |
|        | Bellini (Saluzzo) Titolo: signori di Lessolo D'azzurro, a tre piante di lino al naturale (citato in (17)) |
|        | Bellini (Serravalle Sesia) Titolo: signori di Bornate e Vintebbio Di rosso, alla banda d'argento, carica di cinque losanghe, d'azzurro alias Inquartato, al 1º e 4º d'argento, a tre piante di lino, di verde, fiorite di rosso, nutrite nella pianura erbosa, al naturale; al 2º e 3º di rosso, alla banda d'argento, accompagnata da due stelle dello stesso, e carica di sette rombi, d'azzurro, appuntati (citato in (17)) |
|        | Bellini (Milano) troncato di oro all'aquila di nero coronata di oro - e al secondo di rosso alla zampa di leone posta in sbarra di oro artigli al basso accompagnata da - stella (8 raggi) dello stesso in alto a sinistra (citato in LEOM) |
|        | Bellini Costantini (Padova) Titolo: Nobile partito: al 1º d'azzurro alla fascia accompagnata in capo da una cometa ed in punta da una rosa il tutto di rosso e cucito; al 2º ripartito d'argento e di rosso a tre stelle (6), le superiori dell'uno nell'altro, la inferiore dell'uno all'altro (citato in (4) – Vol. II pag. 27) |
|        | Bellini delle Stelle (Firenze) d'azzurro al pino di verde sradicato, fruttato di 10 pine d'oro, alla fascia di rosso caricata di 3 stelle d'oro di 6 raggi attraversante sul tutto (citato in (4) – Vol. II pag. 27) |
|        | Bellini delle Stelle (Firenze) D'azzurro, all'albero di pino sradicato al naturale, fruttifero d'oro, e alla fascia attraversante di rosso, caricata di tre stelle a sei punte d'oro alias D'azzurro, all'albero di pino sradicato al naturale, fruttifero dello stesso, e alla banda attraversante di rosso, caricata di tre stelle a otto punte d'oro (citato in (15)) |
|        | Bellini del Susina (Firenze) troncato: nel 1º d'oro all'aquila al volo spiegato d'argento, coronata del campo; nel 2º d'argento alla banda di rosso fasciata di tre pezzi di nero (citato in (4) – Vol. II pag. 27) |
|        | Bellini del Susina (Fiesole) Troncato: nel 1º d'oro, all'aquila dal volo spiegato di nero, coronata del campo; nel 2º d'argento, alla banda di rosso caricata di tre fasce di nero alias Troncato: nel 1º d'oro, all'aquila dal volo spiegato al naturale, coronata del campo; nel 2º d'argento, alla banda di rosso caricata di tre fasce di nero alias Troncato: nel 1º d'oro, all'aquila dal volo spiegato di nero, coronata del campo; nel 2º d'argento, alla banda fasciata di rosso e di nero alias Troncato: nel 1º d'oro, all'aquila dal volo spiegato al naturale, coronata del campo; nel 2º d'argento, alla banda fasciata di rosso e di nero (citato in (15)) |
|        | Bellino e Bellino Ugazio (Vercelli) D'argento, a tre rose, le due in capo d'azzurro, l'altra di rosso, con il capo d'oro, carico di un'aquila coronata, di nero Motto: Non fraude (citato in (17)) |
|        | Belliossi (Bologna) Leone leopardito (citato in DAlena) |
|        | Bellisomi (Bergamo) fasciato d'oro e di azzurro, di quattro pezzi Cimiero: una fiamma Motto: Fortiter et generose (citato in (4) – Vol. II pag. 28) |
|        | Bellisomi (Cesena) (la blasonatura non è stata ancora caricata) (citato in BLCW) Immagine in Blasone Cesenate. |
|        | Belloc o Belloch (Sicilia) Titolo: barone di Carcaci troncato: nel 1° di rosso, al castello merlato di tre pezzi d'argento aperto e finestrato di nero, posto sopra onde marine; nel 2° di rosso, a tre bande d'argento (citato in Mango) diviso nel 1° di rosso con un castello d'argento, ed in punta onde marine, nel 2° di rosso con tre bande d'argento. Corona di barone (citato in (29)) (Cenno storico in Famiglie nobili di Sicilia (archiviato dall'url originale il 1º luglio 2012).) |
|        | Bellocchio (Milano) d'argento a tre pali di rosso; quello mediano accostato in capo da due occhi umani al naturale Cimiero: la Giustizia nascente (citato in (4) – Vol. II pag. 28) |
|        | Bellomo (Girgenti, Calascibetta) Titolo: barone di S. Cosimano; conte di Augusta d'azzurro, a quattro branche di leoni d'oro, situate 2, 2. Corona di barone (citato in Mango e in (29)) (Cenno storico in Famiglie nobili di Sicilia (archiviato dall'url originale il 1º luglio 2012).) |
|        | Bellon (Romania, Venezia) (la blasonatura non è stata ancora caricata) (citato in UNFE) Immagine nella Biblioteca Estense Universitaria (id. 7131). |
|        | Bellon de Thurin Inquartato, al 1º e 4º palato di rosso e d'oro, al 2º e 3º rombeggiato di rosso e d'argento, allo scudetto d'azzurro, carico di un toro furioso, d'oro (città di Torino), con il capo di Francia (citato in (17)) |
|        | Bellondi (Firenze) D'oro, al palo di rosso (citato in (15)) (DE) In Gold 1 roter Pfahl (citato in (21)) |
|        | Bellondi (Toscana) (DE) In Blau 1 goldener Pfahl (citato in (21)) |
|        | Bellondi (Firenze) Di..., alla croce di sant'Andrea di..., accantonata nel 1º quarto da una stella a otto punte di... (citato in (15)) (DE) 1 Schrägkreuz, oben begleitet von 1 achtstrahligen Stern (citato in (21)) |
|        | Bellone (Moncalieri, Torino) Titolo: conti di Castagneto; signori di S. Sebastiano Po Inquartato, al 1º e 4º palato di rosso e d'oro, al 2º e 3º rombeggiato di rosso e d'argento Motto: Non timore humilis - Non timore humilitas - In timore humilis (citato in (17)) |
|        | Bellone (Casale) Titolo: marchesi di Altavilla (1736); signori di Sala; consignori di Castelletto Merli, Ottiglio inquartato, al 1º e 4º d'argento, a quattro pali di rosso; al 2º e 3º rombeggiato di rosso e d'oro, il tutto con il capo d'oro, carico di un'aquila coronata, di nero Motto: Sub umbra alarum tuarum (citato in (17)) |
|        | Bellone (Messina) D'azzurro, al B maiuscolo d'oro (citato in Mango) |
|        | Belloni (Firenze) Partito: nel 1º interzato in fascia: a/ d'argento, all'albero di cipresso al naturale sostenuto da due grifoni controrampanti di rosso; b/ bandato di otto pezzi d'argento e di rosso; c/ d'argento, alla croce di rosso; nel 2º interzato in fascia: a/ d'argento, alla croce di rosso; b/ d'argento, all'albero di cipresso al naturale sostenuto da due grifoni controrampanti di rosso; c/ bandato di otto pezzi d'argento e di rosso; sul tutto: d'argento, al cervo saliente di nero (citato in (15)) |
|        | Belloni (Firenze) D'azzurro, al ferro di molino d'argento, sormontato da una stella a cinque punte d'oro (citato in (15)) |
|        | Belloni (Milano) Titolo: signori di Rocchetta Tanaro Inquartato, al 1º e 4º palato d'oro e di rosso, al 2º e 3º losangato d'argento e di rosso, sul tutto d'azzurro, al leone d'oro (citato in (17)) |
|        | Belloni (Venezia) banda di oro accompagnata da - 2 cerchi dello stesso posti in sbarra tutto su azzurro (citato in LEOM) |
|        | Belloni (la blasonatura non è stata ancora caricata) (citato in UNFE) Immagine nella Biblioteca Estense Universitaria (id. 4735). |
|        | Belloni della Ferza (Firenze) D'azzurro, al morso di cavallo di ferro, guarnito d'argento posto in fascia, e accompagnato in punta da una stella a otto punte d'oro (citato in (15)) |
|        | Bellosi (Pisa) Di rosso, alla pantera rampante d'oro, moscata di nero (citato in (15)) |
|        | Bellosi (la blasonatura non è stata ancora caricata) (Immagine nella Raccolta stemmi Amordilibro (JPG) (archiviato dall'url originale il 27 settembre 2015).) |
|        | Bellosi (Cesena) (la blasonatura non è stata ancora caricata) (citato in BLCW) Immagine in Blasone Cesenate. |
|        | Bellotti (Comacchio) di verde a tre palle d'oro disposte 2 e 1 (citato in (4) – Vol. II pag. 28) |
|        | Bellotti (Roma) partito: nel 1º troncato d'oro e d'azzurro al leone rampante dell'uno nell'altro; nel 2º d'oro alla banda d'azzurro, accompagnata da 2 gamberi di rosso (citato in (4) – Vol. II pag. 29) |
|        | Bellotti (Sicilia) Arma: campo d'oro con tre fasce di rosso. Corona di barone (citato in "Annali della felice Città di Palermo" di Agostino Inveges) |
|        | Bellotti (Firenze) D'azzurro, al corno da caccia d'argento, guarnito e imboccato d'oro e legato di rosso, accompagnato da tre stelle a otto punte d'oro, 2.1 (citato in (15)) (DE) In Blau 1 rotbebandetes goldbeschlagenes silbernes Jagdhorn, begleitet oben von 2, unten von 1 achtstrahligen goldenen Stern (citato in (21)) |
|        | Bellotti (Toscana) (DE) Unter 1 blauen Schildhaupt, darin 1 zweitürmige silberne Burg, in Gold 1 schreitender angeketteter schwarzer Eber (citato in (21)) |
|        | Bellotti (Carignano) Titolo: consignori di Castellino de Voltis, San Sebastiano Partito scaglionato, d'argento e di rosso (citato in (17)) |
|        | Bellotti (Venezia) partito: nel 1º partito d'oro e d'azzurro al leone rampante dell'uno nell'altro; nel 2º d'oro alla banda d'azzurro, accompagnata da 2 gamberi di rosso (Citato in TEAR, Vol. 7, 1847) |
|        | Bellotti o Beletti (Bedizzole, Venezia) inquartato, nel 1º, nel 2º e nel 4º di nero, nel 3º d'azzurro; al leone rampante di nero; alla banda d'azzurro sormontata dal sole raggiato (citato in Piovanelli) |
|        | Bellovisi (Pistoia) D'azzurro, al palo partito d'oro e di rosso alias Partito di verde e d'azzurro, al palo partito d'oro e di rosso passato sulla partizione (citato in (15)) |
|        | Bellucci (Napoli, Melizzano) Titolo: nobili di Ciolla di azzurro all'elefante carico di una torre sormontata da una ruota, accompagnata nel capo da tre stelle disposte 2 e 1, il tutto di argento (citato in (4) – Vol. II pag. 29 e in (18)) (la blasonatura non è stata ancora caricata) (citato in (22)) |
|        | Bellucci (Firenze) Troncato: nel 1º d'argento, alla testa di moro di nero; nel 2º d'azzurro pieno; alla fascia troncata di rosso e d'oro passata sulla troncatura (citato in (15)) |
|        | Bellucci (Pistoia) Troncato d'oro e d'azzurro, a due cani correnti dell'uno nell'altro, collarinati di rosso; il tutto abbassato sotto il capo d'Angiò (citato in (15)) alias (DE) Unter 1 blauen Schildhaupt, darin 1 vierlätziger roter Turnierkragen begleitet von je 1 goldenen Lilie zwischen den Lätzen (Capo d'Angiò), in gold-blau geteiltem Feld 2 schreitende Hunde in verwechselten Tinkturen (citato in (21)) |
|        | Belluzzi (Firenze) D'oro, alla fascia di losanghe di nero (citato in (15)) |
|        | Belluzzi (San Marino) 3 stelle (5 raggi) di oro su fascia di rosso su azzurro - leone rampante nascente dalla fascia di oro su azzurro (citato in LEOM) |

### Belm
| Stemma | Casato e blasonatura |
| ------ | --- |
|        | Belmondo d'azzurro alla fascia d'oro, accompagnata, in capo da tre stelle d'argento ordinate in fascia; in punta da un globo imperiale (mondo), di argento, cinto e crociato di rosso (citato in (4) – Vol. II pag. 29) |
|        | Belmondo Caccia (Torino) Titolo: Conte partito: al 1º d'azzurro alla fascia d'oro, accompagnata, in capo da tre stelle d'argento ordinate in fascia; in punta da un globo imperiale (mondo), di argento, cinto e crociato di rosso (Belmondo); al 2º fasciato di nero e d'argento (Caccia) (citato in (4) – Vol. II pag. 29 e in (17)) |
|        | Belmonte (Messina) d'azzurro, alla mano alata d'oro, impugnante una spada d'argento (citato in Mango) |
|        | Belmonti (Cosenza) Di verde alla banda cucita di rosso accompagnata in capo da 2 stelle d'oro ed in punta da un monte all'italiana di 3 cime d'argento uscente dalla stessa (citato in DAlena e in BLCL) |
|        | Belmonti (Napoli) banda di rosso su verde accompagnata da - 2 stelle (5 raggi) di oro poste in banda e da - monte a 3 cime ristrette a forma di pan di zucchero di argento uscente dalla sinistra della punta (citato in LEOM) |

### Beln
| Stemma | Casato e blasonatura                                                                                     |
| ------ | --- |
|        | Belneri (Pistoia) Partito: nel 1º di vaio; nel 2º bandato di sei pezzi d'oro e di rosso (citato in (15)) |

### Belo
| Stemma | Casato e blasonatura |
| ------ | --- |
|        | Belomi (la blasonatura non è stata ancora caricata) (citato in UNFE) Immagine nella Biblioteca Estense Universitaria (id. 4637). |
|        | Beloni o Gombellini (la blasonatura non è stata ancora caricata) (citato in UNFE) Immagine nella Biblioteca Estense Universitaria (id. 3705). |
|        | Beloni o Gombelini (Modena) (la blasonatura non è stata ancora caricata) (citato in UNFE) Immagine nella Biblioteca Estense Universitaria (id. 1561). |
|        | Beloselo (Capodistria, Venezia) (la blasonatura non è stata ancora caricata) (citato in UNFE) Immagine nella Biblioteca Estense Universitaria (id. 7196). |
|        | Belositz (Venezia) leone rampante di oro su azzurro nascente da corona da torneo di oro 3 rose di argento stelate di verde in destra - terrazzo di verde (citato in LEOM)                                                                                                  |
|        | Belotti (Val Brembana) D'azzurro, al corno da caccia, in fascia, appeso ad un chiodo, ed accompagnato da tre stelle di sei raggi, due in capo, ed una nella punta, il tutto d'oro (citato in Stemmi della Val Brembana (archiviato dall'url originale il 6 gennaio 2013).) |

### Belp
| Stemma | Casato e blasonatura |
| ------ | --- |
|        | Belprato (Abruzzo e Napoletano) Troncato di rosso e di verde, alla fascia d'oro diminuita attraversante sulla partizione; nel I al giglio d'argento; nel II seminato di fiorellini di rosso gambuti e fogliati d'oro. (citato in DAlena e (22)) |

### Belt
| Stemma | Casato e blasonatura |
| ------ | --- |
|        | Beltedeschi (Pistoia) D'oro, al palo di rosso, e a due corni da caccia attraversanti d'azzurro, legati e appesi d'oro, ordinati l'uno sull'altro (citato in (15)) |
|        | Beltrambi o Bertrambi (Acqui) Titolo: conti di Castelrocchero Di [...], alla fascia di [...], carica di tre stelle di [...], accompagnata in capo da un leone nascente, di [...], in punta da due rami (di palma?), posti in decusse, di [...] (citato in (17)) |
|        | Beltrame (Chioggia) (la blasonatura non è stata ancora caricata) (citato in Araldica gentilizia (archiviato dall'url originale il 19 marzo 2005).) |
|        | Beltramelli (Val Brembana) D'azzurro al destrocherio vestito di rosso, movente dal fianco sinistro, impugnante colla mano di carnagione una chiave d'oro, ed accompagnato da cinque stelle di sei raggi dello stesso, due in capo e tre in punta, e da due gigli d'argento nei fianchi (citato in Stemmi della Val Brembana (archiviato dall'url originale il 6 gennaio 2013).) |
|        | Beltrami (Volterra) partito: nel 1º troncato d'oro e di rosso, alla fascia troncata di rosso e d'oro, accompagnata in capo da un'aquila di nero; nel 2º di azzurro alla campagna di verde sostenente un porco spino al naturale sormontato da una cometa d'otto raggi d'oro posta in palo (citato in (4) – Vol. II pag. 29) alias Partito: nel 1º di rosso, alla fascia d'oro, con il capo dell'Impero; nel 2º d'azzurro, al riccio d'oro fermo sul terreno al naturale, sormontato da una cometa ondeggiante in palo d'oro (citato in (15)) |
|        | Beltrami (Pisa) Di rosso, alla fascia d'oro; con il capo dell'Impero alias D'oro, alla gemella in fascia di rosso, sostenente un'aquila dal volo spiegato di nero (citato in (15)) |
|        | Beltrami (Reggio Emilia) di rosso allo scaglione d'oro; in punta un sole raggiante del secondo (citato in (45)) |
|        | Beltrami (Trento) Titolo: Nobile di Trento D'azzurro, al monte di sei cime di verde, sormontato da tre stelle di sei raggi d'oro alias (citato in (46)) |
|        | Beltrami (Modena, Ferrara) d'azzurro allo scaglione d'oro; in punta un sole raggiante del secondo (citato in (43 e 44 pagina 165)) (la blasonatura non è stata ancora caricata) (citato in UNFE) Immagine nella Biblioteca Estense Universitaria (id. 3670 e id. 1455). |
|        | Beltrami (Cesena) (la blasonatura non è stata ancora caricata) (citato in BLCW) Immagine in Blasone Cesenate. |
|        | Beltramini troncato d'azzurro, e di rosso, alla fascia in divisa d'oro sopra il tutto, sormontata da una stella (6) radiosa dello stesso (citato in (6) – pag. 150) |
|        | Beltramini (Cesena) (la blasonatura non è stata ancora caricata) (citato in BLCW) Immagine in Blasone Cesenate. |
|        | Beltramini (Colle, Siena, Firenze) D'argento, al grifone di rosso, coronato d'oro alias D'argento, al grifone di rosso, coronato d'oro; con il capo di Santo Stefano (citato in (15)) |
|        | Beltramini (Toscana) (DE) In Gold 1 vierfüßiger roter Drache, überhöht von 1 silbernen Krone (citato in (21)) |
|        | Beltramini (Asolo) D'azzurro alla casa d'argento con il tetto di rosso accompagnata ai lati da due gigli d'argento ed in capo da una cometa d'oro (citato in DAlena) |
|        | Beltramini (Milano, Asolo) casa di oro cimata da cometa in palo dello stesso su partito di argento e di verde affiancata da 2 gigli di verde su argento e di argento su verde (citato in LEOM) |
|        | Beltramini (Milano, Asolo) casa di rosso entro treccia doppia dello stesso su argento (citato in LEOM) |
|        | Beltramo (Molise) (la blasonatura non è stata ancora caricata) (citato in DAlena) |
|        | Beltramo (Rivarolo) Titolo: conti di Mezzenile; consignori di Monasterolo D'azzurro, al leone d'oro, tenente una ruota d'argento, addestrato nell'angolo del capo da una stella di otto raggi d'oro (citato in (17)) |
|        | Beltramo (Biella) D'azzurro, alla fenice d'argento, posta sulla sua immortalità, movente dalla cima di un monte, d'oro, fissante un sole, dello stesso, posto nell'angolo destro del capo Motto: Se necat ut vivat (citato in (17)) |
|        | Beltramo o Beltrano o Beltran (Palermo) d'oro, al capriolo di rosso, caricato da tre gigli del campo, accompagnato nella punta dell'aquila bicipite spiegata di nero, membrata e imbeccata d'oro (citato in Mango) |
|        | Beltramo (Modena, Ferrara) (la blasonatura non è stata ancora caricata) (citato in UNFE) Immagine nella Biblioteca Estense Universitaria (id. 613). |
|        | Beltrani (Napoli, Salerno, Trani) Titolo: patrizio di Salerno e Trani di azzurro al capriolo d'oro con un sole del medesimo posto nella punta (citato in (4) – Vol. II pag. 30 e in (18)) |
|        | Beltrani (Cosenza) D'oro allo scaglione di rosso caricato di 3 gigli del campo (citato in DAlena e in BLCL) |

### Belv
| Stemma | Casato e blasonatura |
| ------ | --- |
|        | Belvedere (Foggia) D'oro al filetto di rosso accompagnato da tre cescenti montanti di nero (?) 2 in capo ed 1 in punta (citato in DAlena e in (22)) |
|        | Belvis (Sicilia) Titolo: Barone di Pantelleria e Friddicelli d'oro, a tre fasce di rosso Corona: di barone (citato in (13) - Vol. III pag. 27-28, in Mango e in (29)) (Cenno storico in Famiglie nobili di Sicilia (archiviato dall'url originale il 1º luglio 2012).)                                                                                          |
|        | Belviso o Belvisio (Santhià) D'argento, allo scaglione di rosso, accompagnato in capo da due teste di adulti, di carnagione, barbute d'argento, affrontate, e da quella di un bambino, sempre di carnagione, posta in punta, con il capo d'argento, a tre gigli d'oro (?), ordinati in fascia, sostenuto di rosso Motto: Virtuti fortuna comes (citato in (17)) |